# III. Internationale Automobil-Ausstellung in Wien 1903

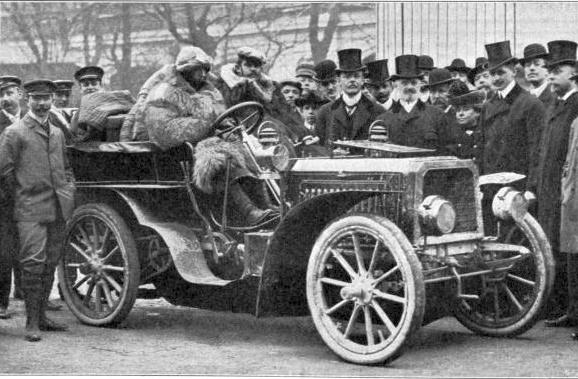
Ettore Bugatti samt Chauffeur trifft mit seinem Dietrich-Bugatti-Wagen bei der Ausstellung in Wien ein.

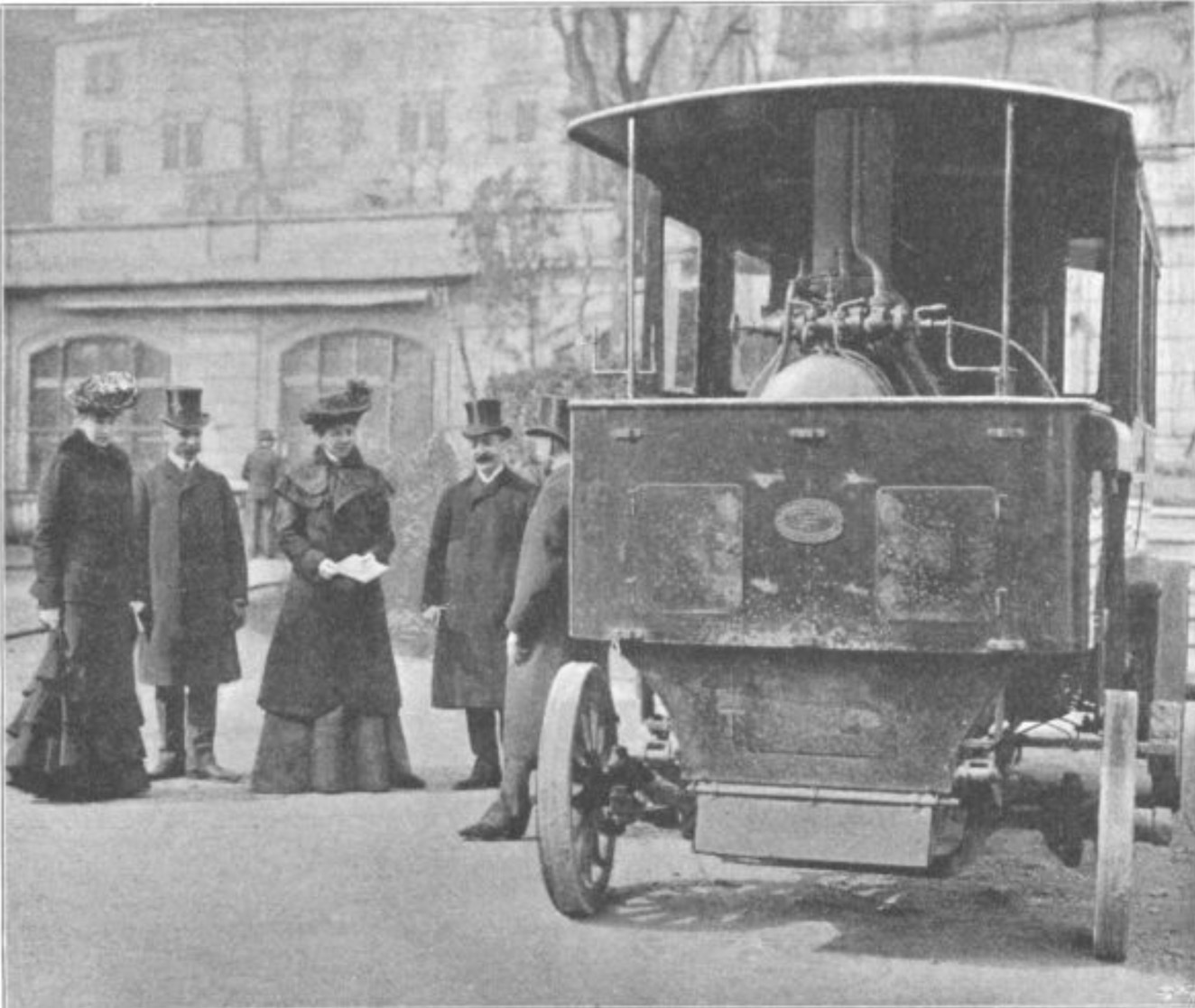
Erzherzoginnen Maria Theres und Maria Annunciata vor dem Turgan Dampf-Lastwagen der Firma Wyner.

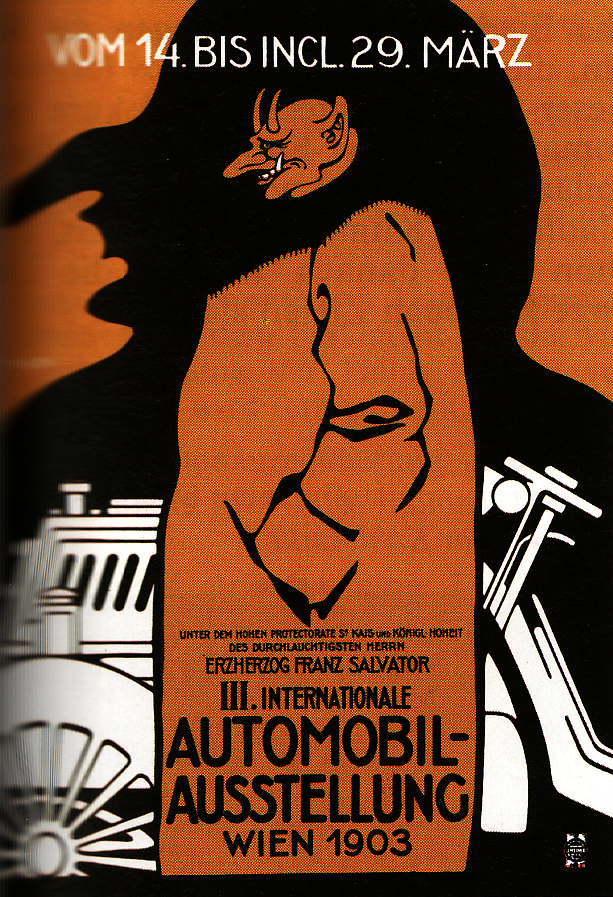
Plakat zur Ausstellung.

Die III. Internationale Automobil-Ausstellung fand von 14. März bis 29. März 1903 in den Blumensälen der Österreichischen Gartenbaugesellschaft in Wien statt. Ziel dieser Schau war es, neben der Darstellung des technischen Fortschrittes die Popularität und das Verständnis für den Automobilismus in Österreich zu steigern.

## Der Automobilismus im Jahr 1903
Der Besitz eines Autos war zu diesem Zeitpunkt ein sehr seltener Luxus, da die Produktion damals noch fern von jeder Serienproduktion ablief. Nur wenige konnten sich die Anschaffung des neuen „Wunderfahrzeugs“ leisten. Deshalb waren die Zielgruppe vorhergehender Veranstaltungen zum Thema Automobilismus Adelige und das Großbürgertum. 1903 drängten bereits kleinere Automobile auf den Markt, die für den Mittelstand erschwinglich wurden und waren daher fester Bestandteil von Automobilausstellungen in Paris und Berlin. Wien hatte sich jedoch als hervorragendes Absatzgebiet für größere Automobile erwiesen und so war es konsequent, dass sich diese Wiener Schau auf exklusivere Modelle beschränkte.
Die technische Weiterentwicklung der Fahrzeuge machte immer rascher Fortschritte und die Verbreitung des Automobils nahm entsprechend zu. So war man sich 1903 bereits bewusst, dass das Automobil nicht mehr nur dem sportlichen Gedanken Rechnung trägt, sondern das Potential für einen bedeutenden Faktor für Industrie und Verkehrswesen in sich birgt. Gleichzeitig wurden die Stimmen derjeniger lauter, die sich für eine günstigere Produktion von Automobilen einsetzten.

## Das Wesen der Ausstellung
Der 1898 gegründete Österreichische Automobil-Club mit seinem Clubmitglied Alexander Pallavicini als Vizepräsident der Ausstellung steckte 1903 viel Engagement in die Organisation dieser Veranstaltung. Als neuen Austragungsort wählte man die Räumlichkeiten der Österreichischen Gartenbaugesellschaft aus, anstatt wie früher das Pratergelände bei der Wiener Rotunde. Damit sollte eine bessere Erreichbarkeit für die Besucher gewährleistet werden. Als Aussteller wurden 56 Automobil- und Motor-Firmen zugelassen, ferner einige Anbieter automobilsportlicher Artikel.
Unter den bedeutenden Österreichern war Ludwig Lohner vertreten mit dem 15 PS Lohner-Panhard-Wagen und seinem Krebs-Carburator mit automatischer Gemischregulierung und doppelter Stromunterbrechung der Zündung. Damals bahnbrechend an diesem Modell war ein elektromechanischer Regulator am Generator, der die Wagengeschwindigkeit bei Steigungen anpasste. Die Nesselsdorfer Wagenfabriks-Actien-Gesellschaft als ältester Autobauer Österreichs stellte fünf Wagen und zwei Karosserien aus, darunter das erste in Wien gebaute und in Betrieb genommene Benzin-Automobil, den Nesselsdorfer „Präsident“. Daneben Arnold Spitz mit einem „Mercedeswagen“, die österreichische Tochter der Daimler-Motoren-Gesellschaft aus Wiener Neustadt mit ihrem Daimler-Omnibus, einem Daimler-Phaeton, einem Daimler-Coupé, dem „leichten Wagen Paul Daimler“ und einem „14 HP Militär-Motor-Lastwagen“. Die 1897 gegründete Wiener Automobil-Firma Michael A. Wyner präsentierte seinen „Wyner-Wagen“ mit einem Kühlapparat, der eine Neuheit darstellte. Der ebenfalls aus Wien stammende Alexander Wiesner stellte einen Serpollet-Dampfwagen aus. Zuletzt war bereits Opel & Beyschlag mit zweien ihrer in Deutschland angefertigten Opel(Darracq)-Wagen vertreten.
Weitere Aussteller waren Bock & Hollender, Carl und Anton Armbruster von Sebastian Armbruster, Karl von Škoda, die Österreichisch-Amerikanische Gummifabriks AG, Rudolf Mandl als Generalvertreter der französischen Michelin-Pneumatiques, Brunnbauer & Sohn, August Braun & Co. und der Herrenkleiderausstatter Goldman & Salatsch. Ettore Bugatti präsentierte im Auftrag des Dietrich-Werk seinen Dietrich-Bugatti-Wagen.
Gezeigt wurden außerdem Zweiräder, elektrische sowie Elektro-Benzinwagen, Lastwagen, Phaetons und Coupés.
Während der Ausstellung fand auf Initiative des Reichs-Kriegsministeriums eine „Conkurrenz von Lastenwagen“ statt, ein Wettbewerb, der die Nützlichkeit des Automobilismus demonstrieren sollte.